# Complibat
Complibat (en francès Compolibat) és un municipi francès situat al departament de l'Avairon i a la regió d'Occitània.

## Demografia
| 1962                                       | 1968 | 1975 | 1982 | 1990 | 1999 | 2006 |
| ------------------------------------------ | ---- | ---- | ---- | ---- | ---- | ---- |
| 544                                        | 556  | 508  | 472  | 469  | 405  | 417  |
| Des de 1962: població sense dobles comptes |      |      |      |      |      |      |

## Administració
| Període | Identitat | Partit        |
| ------- | --------- | ------------- |
| 1995-   | Jean Moly | Divers droite |

## Personatges il·lustres
- Enric Molin, escriptor occità
- Carles Molin, escriptor occità, fill d'Enric